# Basaltmagerrasen am Rand der Wetterauer Trockeninsel
Basaltmagerrasen am Rand der Wetterauer Trockeninsel este o arie protejată (arie specială de conservare — SAC, sit de importanță comunitară — SCI) din Germania întinsă pe o suprafață de 263,53 ha, integral pe uscat.

## Localizare
Centrul sitului Basaltmagerrasen am Rand der Wetterauer Trockeninsel este situat la coordonatele 50°29′29″N 9°02′18″E / 50.4914°N 9.0383°E.

## Înființare
Situl Basaltmagerrasen am Rand der Wetterauer Trockeninsel a fost declarat sit de importanță comunitară în noiembrie 2004 pentru a proteja 3 specii de animale. Situl a fost protejat și ca arie specială de conservare în martie 2008.

## Biodiversitate
Situată în ecoregiunea continentală, aria protejată conține 6 habitate naturale: Pajiști uscate seminaturale și facies de acoperire cu tufișuri pe substraturi calcaroase (Festuco-Brometalia) (* situri importante pentru orhidee), Formațiuni ierboase bogate în specii de Nardus, dezvoltate pe substraturi silicioase în zone montane (și în zone submontane, în Europa continentală), Fânețe de joasă altitudine (Alopecurus pratensis, Sanguisorba officinalis), Pante stâncoase silicioase cu vegetație casmofită, Roci stâncoase cu vegetație pionieră de Sedo-Scleranthion sau Sedo albi-Veronicion dillenii, Păduri pe pante, grohotișuri și ravene de Tilio-Acerion.
La baza desemnării sitului se află mai multe specii protejate de  nevertebrate (3): rădașcă (Lucanus cervus), phengaris nausithous (Maculinea nausithous), Maculinea teleius.